# Wesele Figara (Carlo Maria Giulini, 1959)
Wesele Figara (Carlo Maria Giulini, 1959) – kompletne, studyjne nagranie Wesela Figara Mozarta zarejestrowane we wrześniu i listopadzie 1959 roku w Kingsway Hall w Londynie wydane rok później na płytach winylowych we Francji nakładem wydawnictwa Columbia Records. Nagranie zostało nominowane do Grammy w 1962 w kategorii Najlepsze nagranie opery